# Marcelle (Monforte de Lemos)
Marcelle (llamada oficialmente San Miguel de Marcelle) es una parroquia española del municipio de Monforte de Lemos, en la provincia de Lugo, Galicia.

## Límites
Limita al norte con las parroquias de Guntín y Penela, al este con Villamarín y Doade, al sur con Paradela y al oeste con Neiras, Gundivós, Brosmos y Doade.

## Organización territorial
La parroquia está formada por veintinueve entidades de población, constando veintiuna de ellas en el nomenclátor del Instituto Nacional de Estadística español:

### Entidades de población
Entidades de población que forman parte de la parroquia:
- Agrelos
- A Meda de Abaixo
- Asenxos (Os Asenxos)
- As Farrapas (A Esfarrapa)
- Barxa
- Candeda
- Colado (O Colado)
- Costa (A Costa)
- Estrada (A Estrada)
- Freixo
- Meda (A Meda)
- Minas de Freixo (As Minas de Freixo)
- O Campelo
- O Val do Bolo
- Pacios
- Palleiros (Os Palleiros)
- Pendella (A Pendella)
- Portela (A Portela)
- Reguenga (A Reguenga)
- Río
- Riocobo (Riocovo)
- Rozas (As Rozas)
- San Fiz
- Seixo (O Seixo)
- Veiga (A Veiga)
- Vilanova

### Despoblados
Despoblados que forman parte de la parroquia:
- Pereiras (A Pereira)
- San Pedro de Baños

## Demografía
| Gráfica de evolución demográfica de Marcelle entre 2000 y 2020 |
|                                                                |
| Datos según el nomenclátor publicado por el INE.               |